# Antônio Naelson
Antônio Naelson Matias (23 de maig de 1976), conegut Sinha o Zinha, és un exfutbolista mexicà.

## Selecció de Mèxic
Va formar part de l'equip mexicà a la Copa del Món de 2006.